# یان انیبو
یان انیبو (سوئدی: Jan Enjebo؛ زادهٔ ۱۴ فوریهٔ ۱۹۵۸)  بازیکن بسکتبال اهل سوئد بود. وی در بازی‌های المپیک تابستانی ۱۹۸۰ شرکت کرده‌است.